# Bernd Kiesheyer
Bernd Kiesheyer (* 1. September 1946 in Dortmund) ist ein Brigadegeneral außer Dienst des Heeres der Bundeswehr.

## Leben
Kiesheyer absolvierte das Abitur in Düsseldorf und eine Berufsausbildung zum Hotelkaufmann. Danach trat er bei der Fernmeldeausbildungskompanie 796 in Mannheim und die Bundeswehr ein und wurde zum Reserveoffizier der Feldjägertruppe beim Feldjägerbataillon 730 in Düsseldorf ausgebildet. 1968 endete seine Dienstzeit als Soldat auf Zeit. 1969 wurde er in die Bundeswehr wiedereingestellt und stellvertretender Zugführer in der 3. Kompanie des Panzergrenadierbataillons 192 in Altahlen. Den Offizierlehrgang I und II absolvierte er an der Heeresoffizierschule II in Hamburg und wurde 1970 Zugführer im Panzergrenadierbataillon 191 in Ahlen, Truppenfernmeldeoffizier und Offizier für Militärisches Nachrichtenwesen (S2). 1975 wurde er Kompaniechef der 4. Kompanie des Panzergrenadierbataillons 62 in Neustadt, 1978 Offizier für Logistik (S4) des Panzergrenadierbataillons 152 in Westerburg, 1980 Offizier für Führung, Organisation und Ausbildung (S3) im Stab der 5. Panzerdivision in Diez, 1982 Kompaniechef der Stabs- und Versorgungskompanie des Panzergrenadierbataillons 133 in Wetzlar, 1984 Personalstabsoffizier (S1) der Panzergrenadierbrigade 7 in Hamburg und 1986 Generalstabsoffizier für Logistik (G4) der Heimatschutzbrigade 54 in Trier. Es folgten Verwendungen ab 1988 als Bataillonskommandeur des Panzergrenadierbataillons 342 in Koblenz, ab 1991 als Referent im Referat III 4 der Abteilung Personal im Bundesministerium der Verteidigung in Bonn, ab 1995 als Referatsleiter Personal im Führungsstab des Heeres im Bundesministerium der Verteidigung in Bonn und 1999 als Brigadekommandeur der Panzerbrigade 18 in Neumünster. 2001 absolvierte er einen Auslandseinsatz der Bundeswehr als Kommandeur 3. Deutsches Kontinent SFOR der NATO. Von Dezember 2001 bis April 2005 war er Leiter der Stammdienststelle des Heeres in Köln und ab 2005 als stellvertretender Kommandeur der 7. Panzerdivision. Dabei war er von August 2005 bis April 2006 beim ISAF-Einsatz Regional Area Coordinator in Kundus in Afghanistan. Mit Ablauf des September 2006 wurde er in den Ruhestand versetzt.
Kiesheyer ist verheiratet, hat zwei Söhne und wohnt in Koblenz.